# Claudine Herzlich
Claudine Herzlich, née Humbert, le 6 juin 1932, est une sociologue française, directrice de recherches honoraire à l'École des hautes études en sciences sociales. 

## Biographie
Née en 1932, elle devient ingénieur d‘études au CNRS, affectée au Laboratoire de psychologie sociale de la Sorbonne, pour travailler avec Serge Moscovici, puis soutient en 1966 une thèse en psychologie sociale, dirigée par Jean Stoetzel,. Elle est nommée directrice d’études à l’École des hautes études en sciences sociales en 1985. En 1986, elle crée le Centre de recherche médecine, science, santé et société (CERMES), qu’elle dirige jusqu’en 1998.

## Activités de recherche et institutionnelles
En 1969, elle publie Santé et maladie, Analyse d'une représentation sociale,.Dans cet ouvrage,,, elle développe un « modèle » de représentations sociales de la santé et de la maladie dans les sociétés modernes. Pour elle, la maladie peut être « destructrice », vecteur d’exclusion sociale et de dépendance à autrui, « libératrice », avec un allègement des charges qui pesaient sur le patient avant sa maladie permettant de se concentrer sur soi, ou « métier », celui d’une lutte contre la maladie. Enfin, elle se tourne vers des problématiques d'économie de la santé,. Elle a contribué à la réflexion sur la maladie dans la société française, notamment en ce qui concerne le sida, par ses travaux et dans les fonctions de vice-présidente du Conseil national du sida.
Claudine Herzlich identifie « trois “formes de santé” » dans le discours des individus. Selon elle, la « santé-vide » est simplement conçue comme l’absence de maladie, le « fond de santé » renvoie à un capital de robustesse et de résistance à la maladie, capital endogène à l’individu, tandis que l’« équilibre », conception positive de la santé, recouvre à la fois le bien-être physique et psychologique, la capacité à mener ses activités et à entretenir de bonnes relations sociales. Claudine Herzlich s’attarde surtout sur la dernière conception, longuement développée par ses interviewés.

## Distinctions
- 1985 : prix Nicolas-Missarel de l’Académie française pour Malades d’hier, malades d’aujourd’hui
- 1992-1995 : présidente de la Société française de sociologie[13].
- 2001 : vice-présidente du Conseil national du sida[14]
- 2013 :  Grande officière de l'ordre national du Mérite
- 2020 :  Grande officière de la Légion d'honneur le 1er janvier 2020[15].

## Publications
- Santé et maladie, analyse d’une représentation sociale. Mouton, 1969, 210 p. Paris : éditions EHESS, 1992. Préface de Serge Moscovici.
- avec Jean-Claude Guyot, Jacques Maître et François Steudler Santé, médecine et sociologie. Colloque international de sociologie médicale, CNRS-INSERM, Paris, 1978, 489 p.  (ISBN 978-2222022718)
- avec Marc Augé (dir.), Le Sens du mal. Anthropologie, histoire, sociologie de la maladie, Bruxelles, Éditions des archives contemporaines, coll. « Ordres sociaux », 1983, 278 p.  (ISBN 978-2903928063)
- avec Janine Pierret, Malades d'hier, malades d'aujourd'hui. De la mort collective au devoir de guérison, Payot, coll. « Médecine et sociétés », 1984, 295 p. (prix Nicolas-Missarel en 1985)
- « Du symptôme organique à la norme sociale : des médecins dans un “groupe Balint” », Sciences sociales et santé, vol. 2, no 1, 1984, p. 11-31, [lire en ligne]
- avec Philippe Adam, Sociologie de la maladie et de la médecine, Paris, Nathan, coll. « 128 », 1995
- (coll.) La fin de la vie : qui en décide ?, Puf, coll. « Forum Diderot », 1996
- « Vingt ans après... l'évolution d'une épidémie », Études, 2002/2, tome 396, [lire en ligne]
- avec Philippe Adam, Sociologie de la maladie et de la médecine. Paris : Armand Colin, coll. 128, 2005. Novembre 2007, 128 p.  (ISBN 978-2200352752). Janvier 2017, 128 p.  (ISBN 978-2200617646)
- avec Janine Pierret, « Au croisement de plusieurs mondes : la constitution de la sociologie de la santé en France (1950-1985) », Revue française de sociologie, 2010/1, vol. 51 [lire en ligne]
- avec François de Singly, Réussir sa thèse en sciences sociales, Armand Colin, 2005